# فرنسيسكو أركوس
فرنسيسكو أركوس (بالإسبانية: Francisco Arcos)‏ هو لاعب كرة قدم ومدرب كرة قدم إسباني، ولد في 16 ديسمبر 1974 في إلبي في إسبانيا.

## وصلات خارجية
- فرنسيسكو أركوس على موقع قاعدة بيانات كرة القدم.إي يو (الإنجليزية)